# Шесть потерянных часов
«Шесть потерянных часов» — художественный фильм, драма, режиссера Алекса Жоффе.

## Сюжет
Иногда сходство с известной персоной может иметь тяжёлые последствия. Так, прибыв на вокзал, один пассажир поезда, чтобы скоротать время до отправки следующего, решает осмотреть город. Но его удивительная схожесть с его превосходительством Леопольдом де Виттом играет с ним злую шутку…

## Актёры
- Андрэ Люге — путешественник и его Превосходительство Леопольд де Вит
- Дани Робен — Рози
- Дениз Греи — госпожа де Вит, жена его Превосходительства
- Жаклин Пиерре — Симоне
- Полетта Дюбо — Анетта
- Люс Фабиоль — путешественница
- Маргарита де Морлэ — богатая вдова
- Жан-Жак Дельбо — Клод
- Пьер Ларкеи — Жозеф
- Жан Гаван — Антуан
- Франсуа Жу — человек в конверте
- Жан-Жак Руфф — второй человек
- Робер Селлэ — бургомистр
- Мишель Сельдов — епископ
- Генри Вильбэ — таможенник
- Марсель Левеск — генерал
- Альберт Мишель — носитель
- Жан Ришар — полицейский
- Луи де Фюнес — шофёр его превосходительства Леопольда де Витта.